# Agenzia esecutiva per la ricerca
L'Agenzia esecutiva per la ricerca (REA) è un'agenzia esecutiva dell'Unione europea con sede a Bruxelles; è stata istituita nel dicembre 2007. Con una dotazione di oltre 6,5 miliardi di euro nell'ambito del Settimo programma quadro per la ricerca, ha iniziato ad operare nel giugno 2009. L'Agenzia fa capo a tre direzioni generali della Commissione europea: DG Ricerca e innovazione, DG Imprese e industria e DG Istruzione e cultura.
L'attuale direttore dell'agenzia è Marc Tachelet.

## Attività dell'Agenzia
Il sostegno alla ricerca consiste sostanzialmente nella valutazione delle proposte e gestione dei progetti. La REA si occupa di entrambi questi processi nell'ambito dell'attuale programma quadro per la ricerca (H2020). Con l'aumento delle risorse destinate alla ricerca, occorrono infatti strutture e servizi specificamente dedicati a tali attività per migliorare il sostegno offerto al mondo della ricerca.
La REA ha in particolare il compito di gestire:
- le borse Marie Curie e i relativi premi;
- gli accordi specifici di sovvenzionamento della ricerca a favore delle piccole e medie imprese;
- i progetti multilaterali nel campo della ricerca spaziale;
- i progetti multilaterali nel campo della sicurezza;
- il servizio di accettazione e valutazione delle proposte (presso l'edificio Covent Garden, nel centro di Bruxelles);
- lo sportello unico per le richieste di informazione sul PQ;
- il sistema unico di iscrizione per i partner interessati, al fine di ridurre le formalità amministrative nella gestione dei progetti.